# Dipturus melanospilus
Dipturus melanospilus är en rockeart som beskrevs av Last, White och Pogonoski 2008. Dipturus melanospilus ingår i släktet Dipturus och familjen egentliga rockor. IUCN kategoriserar arten globalt som otillräckligt studerad. Inga underarter finns listade i Catalogue of Life.